# Рікке Меллер Педерсен
Рікке Меллер Педерсен (дан. Rikke Møller Pedersen; нар. 9 січня 1989, Оденсе, Данія) — данська плавчиня, бронзова призерка Олімпійських ігор 2016 року.

## Виступи на Олімпійських іграх
| Олімпіада   | Дисципліна         | Місце |
| ----------- | ------------------ | ----- |
| Лондон 2012 | 100 м брасом       | 8     |
| Лондон 2012 | 200 м брасом       | 4     |
| Лондон 2012 | 4×100 м комплексом | 7     |
| Ріо 2016    | 100 м брасом       | 10    |
| Ріо 2016    | 200 м брасом       | 8     |
| Ріо 2016    | 4×100 м комплексом | 3     |